# Moussa Ben Mbiki
Moussa Ben Mbiki (arabisch: موسى بن بيك; auch in verschiedenen Kombinationen von Mussa, Musa und Mossa mit Ben Mbiki, Bin Bique, Bin Biq, al-Bique, Bin Bayq, Bin Malik u. a. geschrieben, teils auch Ali Mussa bin Bique und verschiedene Varianten davon) war ein wohlhabender arabischer Kaufmann, Sklavenhändler und selbsternannter islamischer Herrscher (Sultan bzw. Emir) auf der Mosambikinsel (Ilha de Moçambique) im späten 15. Jahrhundert. Von seinem Namen leitet sich der Name der Insel und damit auch der Name des heutigen Staates Mosambik ab.
Der Islam lässt sich in Mosambik schon ab dem 10. Jahrhundert nachweisen; die Region wurde von muslimischen Reisenden und Händlern besucht. Mitte des 15. Jahrhunderts gab es entlang der Küste und des Sambesi permanente Sultanate, Handels- und religiöse Zentren, insbesondere das Kilwa-Sultanat, das den Großteil der afrikanischen Ostküste kontrollierte. Die Insel Mosambik liegt vor der Ostküste des südlichen Afrikas in der Straße von Mosambik. Sie wurde damals hauptsächlich von Swahili und Schwarzafrikanern, nicht von Arabern bewohnt.
Moussa Ben Mbiki wurde als Scheich, Person mit Autorität in der islamischen Lehre, betrachtet. Nach einigen Quellen war er ein Vasallemir aus dem mächtigeren Sansibar. Er herrschte über die Insel Mosambik, womöglich nur über den Nordteil. 1498 besuchte Vasco da Gama als erster Europäer die Insel und traf sich mit dem Scheich; das Treffen soll friedlich verlaufen sein. Um das Jahr 1505 bzw. 1506 oder 1507 besetzten die Portugiesen die Insel. Nachdem sie den Sultan vertrieben hatten, regierten sie fast 500 Jahre über das Gebiet. Nach einigen Quellen war Moussa Ben Mbiki der erste Araber, der auf der Insel siedelte.
Der Name Mosambik, wahrscheinlich abgeleitet von Moussa ben Mbiki, taucht in der arabischen Literatur erstmals bei Ahmad bin Majid im 15. Jahrhundert auf, geschrieben als Musanbij. Die Geschichte von Kilwa, geschrieben um 1550, erwähnt den Namen Musanbih. Es handelt sich jedoch, ebenso wie in den portugiesischen Quellen des 16. und 17. Jahrhunderts, stets um den Namen der Insel bzw. der Stadt. Erst später verwendeten die Portugiesen den Namen für die gesamten portugiesischen Kolonien in Südostafrika. Allerdings markiert der Name in Abraham Ortelius’ Theatrum Orbis Terrarum von 1570 bereits das mosambikanische Hinterland.
In Nampula wurde eine 2003 eröffnete Universität für Muslime nach Moussa Ben Mbiki benannt.